# Општина Ајдовшчина
Општина Ајдовшчина (словен. Ajdovščina) једна је од општина Горишке регије у држави Словенији. Седиште општине је истоимени градић Ајдовшчина.

## Природне одлике
Рељеф: Општина Ајдовшчина налази се на западу државе. У средишњем делу општине налази долина реке Випаве. На северу се налази планина Трновски Гозд, а на истоку планина Нанос. Доминира карстно тло.
Клима: У општини влада умерено континентална клима.
Воде: Најважнији водоток у општини је река Випава, а сви мањи водотоци су њене притоке.

## Становништво
Општина Ајдовшчина је средње густо насељена.

## Насеља општине
| - Ајдовшчина - Батује - Бела - Брје - Будање - Велике Жабље - Випавски Криж - Вишње - Водице | - Вртовче - Вртовин - Габерје - Гојаче - Гозд - Гривче - Добравље - Долење - Долга Пољана | - Завино - Жаголич - Жапуже - Камње - Ковк - Кожмани - Крижна гора - Локавец - Мале Жабље | - Мало Поље - Маловше - Отлица - Плаче - Планина - Поткрај - Поточе - Предмеја - Равне | - Село - Скриље - Стомаж - Тевче - Устје - Цеста - Цол - Чрниче - Шмарје |  |